# Goodbye Stranger
Goodbye Stranger is een liedje van de Britse rockband Supertramp, dat eerst in maart 1979 verscheen als albumnummer op Breakfast in America. In juli dat jaar gaf A&M Records het tevens als single uit, met op de B-kant Even in the quietest moments. De single bereikte de vijftiende plaats in de Billboard Hot 100. In de Nederlandse Single Top 100 bereikte het nummer een 41ste plaats. De Nederlandse Top 40 werd niet gehaald, de single bleef op nummer tien in de Tipparade steken.
Het liedje werd in september 1978 opgenomen in Los Angeles. Rick Davies schreef de muziek.

## Covers en verwijzingen
- "Goodbye Stranger" en "The Logical Song" maakten deel uit van de soundtrack van de film Magnolia (1999).[1] De cd-uitgave hiervan bereikte in 2000 de twintigste plaats in de Billboard 200.
- De Italiaanse schrijver Alessandro Piperno beschreef in zijn boek Met de slechtste bedoelingen (2005) twee personages die naar Goodbye Stranger luisteren.
- In de laatste aflevering van het vierde seizoen van de sitcom The Office US parodieërt Michael Scott (gespeeld door Steve Carell) Goodbye Stranger door "Goodbye, Toby" te zingen op een afscheidsfeest van zijn werknemer Toby Flenderson (Paul Lieberstein).

## Bezetting
- Rick Davies - Wurlitzer-piano, orgel, zang
- Roger Hodgson - elektrische gitaar, zang
- John Helliwell - fluiten
- Bob Siebenberg - drums
- Dougie Thomson - basgitaar

## Hitnoteringen

### NederlandseSingle Top 100
| Hitnotering: 10-11-1979 t/m 24-11-1979 | Hitnotering: 10-11-1979 t/m 24-11-1979 | Hitnotering: 10-11-1979 t/m 24-11-1979 | Hitnotering: 10-11-1979 t/m 24-11-1979 | Hitnotering: 10-11-1979 t/m 24-11-1979 |
| Week:                                  | 1                                      | 2                                      | 3                                      |                                        |
| -------------------------------------- | -------------------------------------- | -------------------------------------- | -------------------------------------- | -------------------------------------- |
| Positie:                               | 41                                     | 42                                     | 41                                     | uit                                    |

### NPO Radio 2 Top 2000
| Nummer met noteringen in de NPO Radio 2 Top 2000 | '03  | '04  | '05  | '06  | '07  | '08  | '09  | '10  | '11  | '12  | '13  | '14  | '15  | '16  | '17  | '18  | '19  | '20  | '21  | '22 | '23  | '24 |
| ------------------------------------------------ | ---- | ---- | ---- | ---- | ---- | ---- | ---- | ---- | ---- | ---- | ---- | ---- | ---- | ---- | ---- | ---- | ---- | ---- | ---- | --- | ---- | --- |
| Goodbye Stranger                                 | 1241 | 1392 | 1180 | 1364 | 1418 | 1421 | 1593 | 1469 | 1528 | 1399 | 1252 | 1533 | 1692 | 1784 | 1579 | 1355 | 1197 | 1108 | 1100 | 982 | 1141 | 926 |

1. ↑  Een vetgedrukt getal geeft de hoogste notering aan.
2. ↑  2003 was het eerste jaar met een notering voor dit nummer.